# Honguemare-Guenouville
Honguemare-Guenouville és un municipi francès situat al departament de l'Eure i a la regió de Normandia. L'any 2007 tenia 581 habitants.

## Demografia

### Població
El 2007 la població de fet de Honguemare-Guenouville era de 581 persones. Hi havia 214 famílies, de les quals 32 eren unipersonals (4 homes vivint sols i 28 dones vivint soles), 83 parelles sense fills, 79 parelles amb fills i 20 famílies monoparentals amb fills.
La població ha evolucionat segons el següent gràfic:
Habitants censats

### Habitatges
El 2007 hi havia 232 habitatges, 215 eren l'habitatge principal de la família, 12 eren segones residències i 4 estaven desocupats. 230 eren cases i 1 era un apartament. Dels 215 habitatges principals, 186 estaven ocupats pels seus propietaris, 16 estaven llogats i ocupats pels llogaters i 14 estaven cedits a títol gratuït; 5 tenien dues cambres, 21 en tenien tres, 50 en tenien quatre i 140 en tenien cinc o més. 189 habitatges disposaven pel capbaix d'una plaça de pàrquing. A 71 habitatges hi havia un automòbil i a 134 n'hi havia dos o més.

### Piràmide de població
La piràmide de població per edats i sexe el 2009 era:
| Homes | Edats   | Dones |
| ----- | ------- | ----- |
| 0     | 95 o +  | 0     |
| 0     | 90 a 94 | 0     |
| 0     | 85 a 89 | 0     |
| 0     | 80 a 84 | 0     |
| 12    | 75 a 79 | 8     |
| 16    | 70 a 74 | 12    |
| 0     | 65 a 69 | 4     |
| 8     | 60 a 64 | 4     |
| 24    | 55 a 59 | 16    |
| 32    | 50 a 54 | 36    |
| 32    | 45 a 49 | 28    |
| 32    | 40 a 44 | 28    |
| 16    | 35 a 39 | 20    |
| 24    | 30 a 34 | 12    |
| 16    | 25 a 29 | 16    |
| 32    | 20 a 24 | 20    |
| 28    | 15 a 19 | 16    |
| 36    | 10 a 14 | 20    |
| 28    | 5 a 9   | 4     |
| 12    | 0 a 4   | 8     |

## Economia
El 2007 la població en edat de treballar era de 416 persones, 310 eren actives i 106 eren inactives. De les 310 persones actives 289 estaven ocupades (163 homes i 126 dones) i 21 estaven aturades (10 homes i 11 dones). De les 106 persones inactives 28 estaven jubilades, 43 estaven estudiant i 35 estaven classificades com a «altres inactius».

### Ingressos
El 2009 a Honguemare-Guenouville hi havia 217 unitats fiscals que integraven 586 persones, la mediana anual d'ingressos fiscals per persona era de 21.462,5 €.

### Activitats econòmiques
Dels 16 establiments que hi havia el 2007, 1 era d'una empresa de fabricació d'altres productes industrials, 3 d'empreses de construcció, 3 d'empreses de comerç i reparació d'automòbils, 3 d'empreses de transport, 1 d'una empresa d'hostatgeria i restauració, 3 d'empreses immobiliàries, 1 d'una empresa de serveis i 1 d'una empresa classificada com a «altres activitats de serveis».
Dels 5 establiments de servei als particulars que hi havia el 2009, 1 era una funerària, 1 paleta, 1 lampisteria, 1 electricista i 1 agència immobiliària.
L'any 2000 a Honguemare-Guenouville hi havia 35 explotacions agrícoles que ocupaven un total de 665 hectàrees.

## Equipaments sanitaris i escolars
El 2009 hi havia una escola elemental integrada dins d'un grup escolar amb les comunes properes formant una escola dispersa.

## Poblacions més properes
El següent diagrama mostra les poblacions més properes.